# Bergh Apton
Bergh Apton est un village et une paroisse civile du Norfolk, en Angleterre. Il est situé à une dizaine de kilomètres au sud-est de la ville de Norwich. Administrativement, il relève du district du South Norfolk. Au recensement de 2011, il comptait 442 habitants.